# Figurine Venus
O figurină Venus este orice statuetă din Paleoliticul superior reprezentând o femeie. Majoritatea au fost descoperite în Europa, dar s-au găsit și în alte locuri din Eurasia.
Cele mai multe datează din perioada Gravetian (acum 26.000-21.000 de ani), dar există exemple mai timpurii, cum ar fi Venus din Hohle Fels, care datează de cel puțin 35.000 de ani, în Aurignacian, și exemple târzii, cum ar fi Venus din Monruz datată la o vechime de 11.000 de ani, în Magdalenian. Astfel de figurine au fost sculptate din piatră moale (cum ar fi steatitul, calcitul sau calcarul), os, fildeș, sau au fost formate din lut și arse. În total, sunt cunoscute aproximativ 144 de astfel de figurine, toate cu dimensiuni modeste, între 3-40 cm înălțime. Sunt unele dintre cele mai vechi opere din artă preistorică.
Majoritatea au capete mici, șolduri largi și picioare care sunt conturate până la un punct. Diverse figurine exagerează abdomenul, șoldurile, sânii, coapsele sau vulva, deși multe nu o fac. În schimb, brațele și picioarele sunt adesea absente, iar capul este de obicei mic și fără față.
Semnificația și scopul cultural inițial al acestor artefacte nu este cunoscut. S-a sugerat frecvent că s-ar putea să fi îndeplinit o funcție rituală sau simbolică. Există interpretări variate și speculative cu privire la utilizarea sau sensul lor: au fost privite ca  figuri religioase ca artă erotică sau ajutoare sexuale, zeițe sau auto-reprezentări ale  artistelor feminine.

## Terminologie

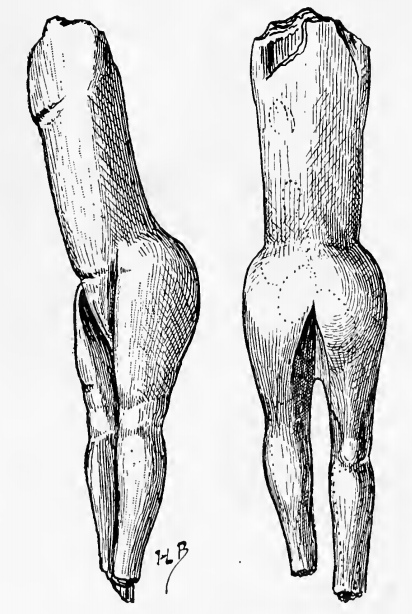
Vénus impudique, desen din 1907

Expresia „Venus” a fost folosită pentru prima dată la mijlocul secolului al XIX-lea de către marchizul de Vibraye, care a descoperit o importantă figurină de fildeș pe care a numit-o Vénus impudique în contrast cu Venus Pudica, o clasă de sculpturi greco-romane înfățișând-o pe Venus care își acoperă pubisul gol cu mâna dreaptă și sânii cu stânga.
Utilizarea numelui este metaforic, deoarece nu există nici o legătură între figurine și zeița romană Venus, deși au fost interpretate ca reprezentări ale unei zeițe feminine primordiale. Termenul a fost criticat pentru că este mai mult o reflectare a ideilor occidentale moderne decât reflectarea credințelor proprietarilor originali ai sculpturilor, dar numele a persistat.

## Istoria descoperirii
Vénus impudique, figurina care a dat numele întregii clase, a fost prima reprezentare sculpturală paleolitică a unei femei descoperite în timpurile moderne. Acesta a fost găsit în jurul anului 1864 de către Paul Hurault, al 8-lea marchiz de Vibraye, la faimosul sit arheologic din Laugerie-Basse, pe valea Vézère, unul dintre numeroasele situri importante din Epoca de piatră. Magdaleniana "Venus" este fără cap, fără picioare, fără brațe dar cu o deschidere vaginală puternic incizată.
Patru ani mai târziu, Salomon Reinach a publicat un articol despre un grup de figurine din steatit din peșterile Balzi Rossi. Faimoasa Venus din Willendorf a fost descoperită în 1908 într-un zăcământ de loess pe valea Dunării, Austria. De atunci, sute de figurine similare au fost descoperite, din Pirinei până în câmpiile Siberiei. Sunt descrise colectiv ca „figurine Venus” cu referire la zeița romană a frumuseții, Venus, preistoricii de la începutul secolului XX presupunând că reprezintă un ideal antic de frumusețe. Discursurile inițiale asupra "figurinelor Venus" a fost preocupat de identificarea rasei reprezentate și de fascinația steatopigiei Saartjie Baartman, „Venusul Hottentot” expus ca o curiozitate etnografică vie pentru cunoscătorii din Paris la începutul secolului al XIX-lea.
În septembrie 2008, arheologii de la Universitatea din Tübingen au descoperit o figurină de 6 cm sculptată dintr-un fildeș de mamut, Venus din Hohle Fels, datată la cel puțin 35.000 de ani în urmă, reprezentând cea mai timpurie sculptură de acest tip și cea mai timpurie opera cunoscută de artă figurativă. Sculptura de fildeș, găsită în șase fragmente în peștera Hohle Fels din Germania, reprezintă trăsăturile tipice ale figurinelor Venus, inclusiv burta umflată, coapsele late și sânii mari.

## Descriere

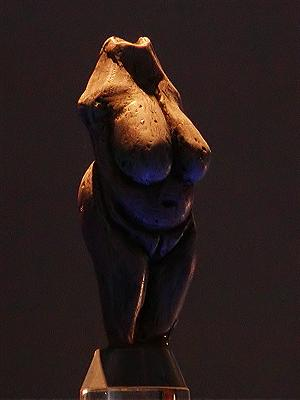
Venus din Moravany, datată la o vechime de 22.800 de ani.

Majoritatea figurinelor Venus sunt reprezentări feminine în conformitate cu o serie de convenții figurative sau chiar stilizare sau schematizare. Cele mai multe dintre ele au o formă aproximativ rombică, cu două capete conice simetrice (cap și picioare) și punctul cel mai extins din mijloc (șolduri/ burtă). În unele exemple, anumite părți ale anatomiei umane sunt exagerate: abdomen, șolduri, sâni, coapse, vulvă.  În schimb, alte detalii anatomice sunt neglijate sau absente, în special brațele și picioarele. Capetele sunt adesea de dimensiuni relativ mici și lipsite de detalii anatomice. Unele pot reprezenta femei însărcinate, în timp ce altele nu prezintă astfel de semne. S-a sugerat că aspecte ale reprezentării și perspectivei tipice, cum ar fi sânii mari și adesea pendulari, accentul pe partea superioară a feselor și lipsa picioarelor și a fețelor, susțin teoria că acestea sunt autoportretele femeilor fără acces la oglinzi, privind propriile corpuri. Absența picioarelor a dus la sugestia că figurile ar fi putut fi făcute să stea în poziție verticală, introducând picioarele în pământ ca o țepă.
Problema steatopigiei anumitor Venus a fost subiectul multor controverse: primul care a abordat tema a fost francezul Edouard Piette, descoperitor al figurinei Brassempouy și al altor statuete din Pirinei. Unii autori au văzut o trăsătură fizică care seamănă cu proprietățile fizice găsite astăzi la boșimanii din sudul Africii, în timp ce alții au interpretat-o ca simbol al fertilității și abundenței. Ulterior, s-a observat că nu toate figurinele erau obeze și nu aveau atribute feminine exagerate. De asemenea, nu toate erau lipsite de trăsături faciale. Claudine Cohen favorizează ipoteza bunicii. Potrivit acestui istoric al științei, „statuetele care apar în această perioadă reprezintă în aspectul lor schematic, nu femeile tinere, de vârstă fertilă, ci mai degrabă femei al căror corp prezintă multe sarcini și pot fi femei la menopauză”..
Venus din Willendorf și Venus din Laussel poartă urme de ocru roșu. Semnificația acestui lucru nu este clară, dar se presupune în mod normal că este de natură religioasă sau rituală - poate o idee simbolică a sângelui, menstruației sau al nașterii.
Toate figurinele feminine acceptate din Paleolitic sunt din Paleoliticul superior. Deși inițial au fost considerate mai ales din Aurignacian, majoritatea sunt acum asociate cu Graventanul și Solutreanul. În aceste perioade, predomină figurinele mai rotunde. În timpul Magdalenianului, formele devin mai fine, cu mai multe detalii; se dezvoltă și stilizarea convențională.

## Specimene notabile
| Nume                           | Vârstă (mii de ani) | Loc                          | Material                                  |
| ------------------------------ | ------------------- | ---------------------------- | ----------------------------------------- |
| Venus din Hohle Fels           | 35–40               | Jura Șvabă, Germania         | fildeș de mamut                           |
| Venus din Galgenberg           | 30                  | Austria Inferioară           | piatră serpentin                          |
| Venus din Dolní Věstonice      | 27–31               | Moravia, Cehia               | ceramică                                  |
| Venus din Lespugue             | 24–26               | Pirienii francezi            | fildeș                                    |
| Venus din Willendorf           | 24–26               | Austria Inferioară           | calcar                                    |
| Venus din Brassempouy          | 23                  | Brassempouy, Franța          | fildeș                                    |
| Venus din Petřkovice           | 23                  | Silezia, Cehia               | hematit                                   |
| Figurine Venus din Mal'ta      | 23                  | Regiunea Irkutsk, Rusia      | fildeș                                    |
| Venus din Buret'               | 23                  | Regiunea Irkutsk, Rusia      | fildeș, piatră serpentin                  |
| Venus din Moravany             | 23                  | Moravany nad Váhom, Slovacia | fildeș de mamut                           |
| Venus din Savignano            | 20–25               | Savignano sul Panaro, Italia | piatră serpentin                          |
| Figurine Venus din Balzi Rossi | 18–25               | Ventimiglia, Italia          | fildeș, steatit, piatră serpentin, clorit |
| Figurine Venus din Gönnersdorf | 11,5–15             | Germania                     | fildeș, corn de cerb, os                  |
| Figurine Venus din Petersfels  | 11,5–15             | Engen, Germania              | jais negru                                |
| Venus din Monruz               | 11                  | Elveția                      | jais negru                                |

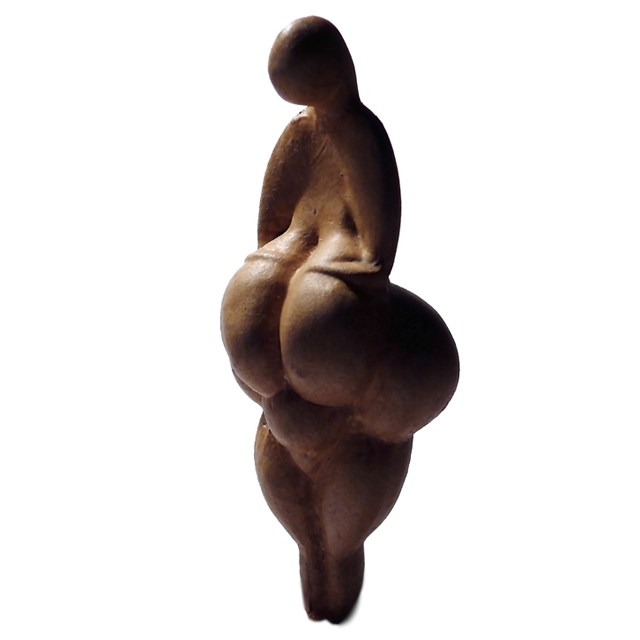
Venus din Lespugue
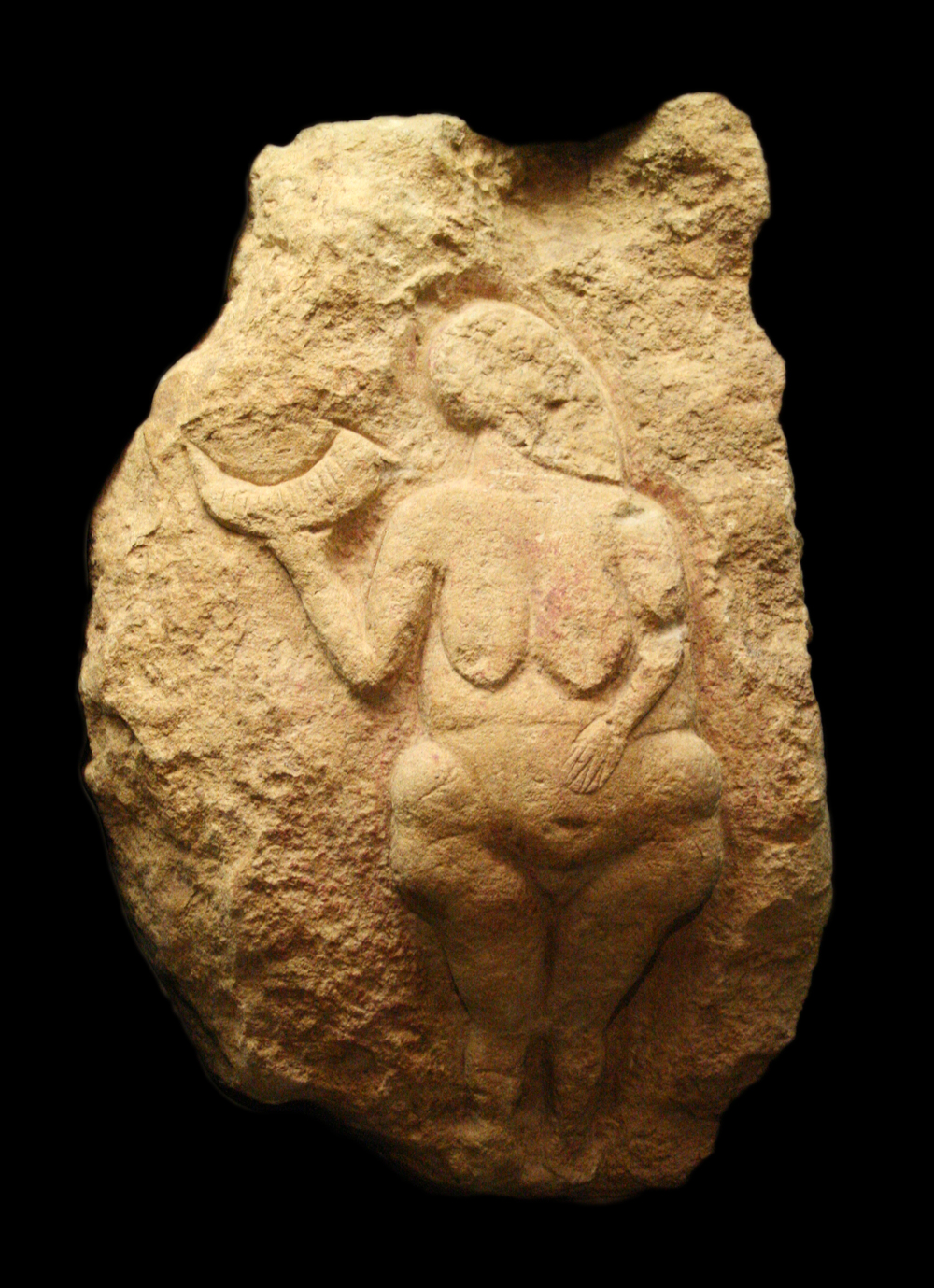
Venus din Laussel
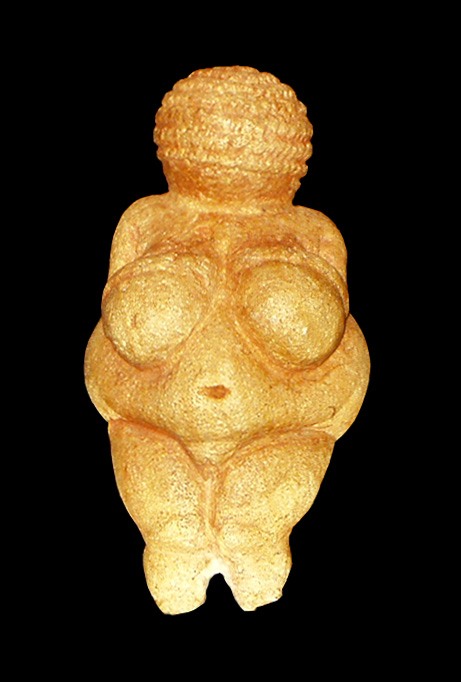
Venus din Willendorf
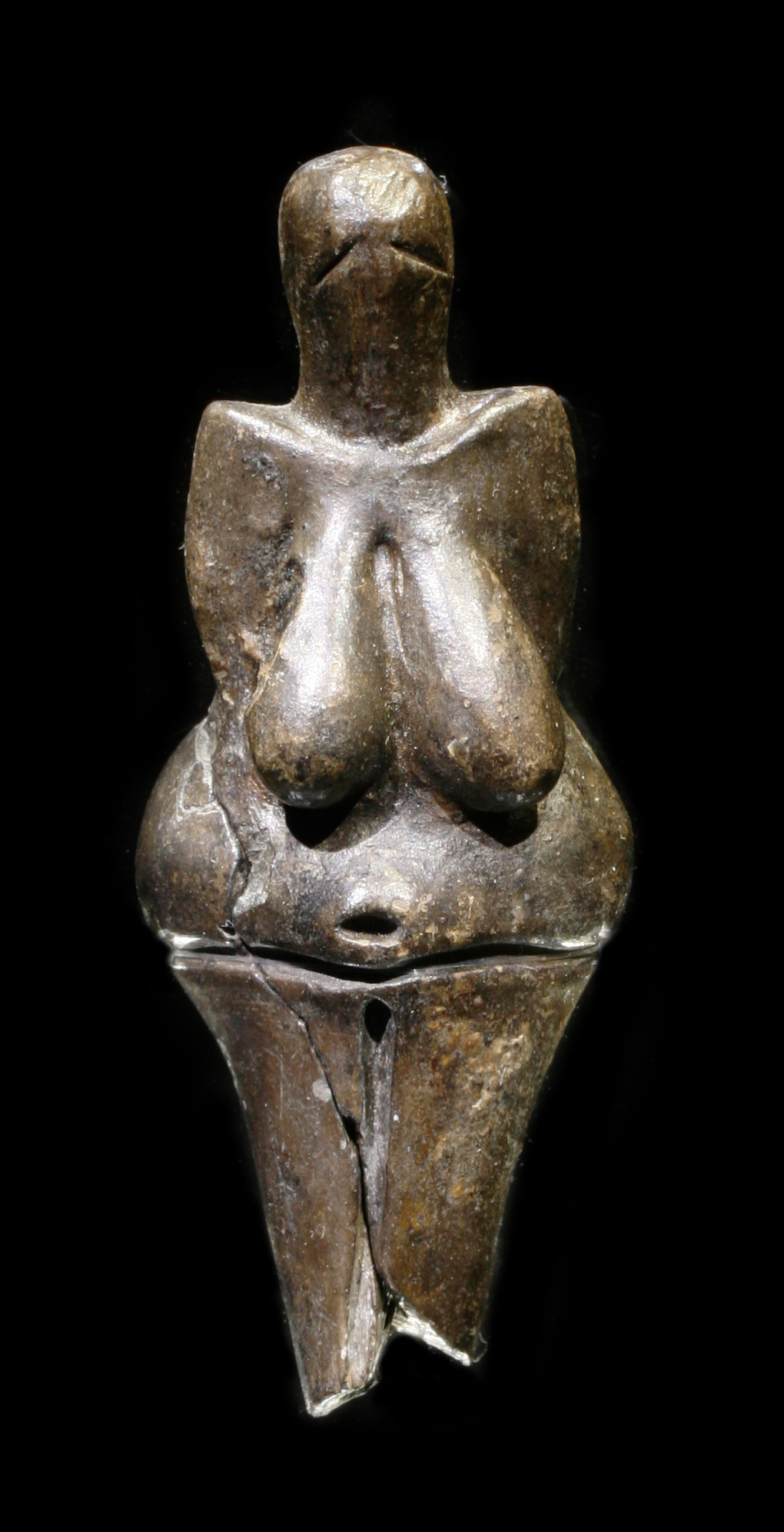
Venus din Dolní Věstonice
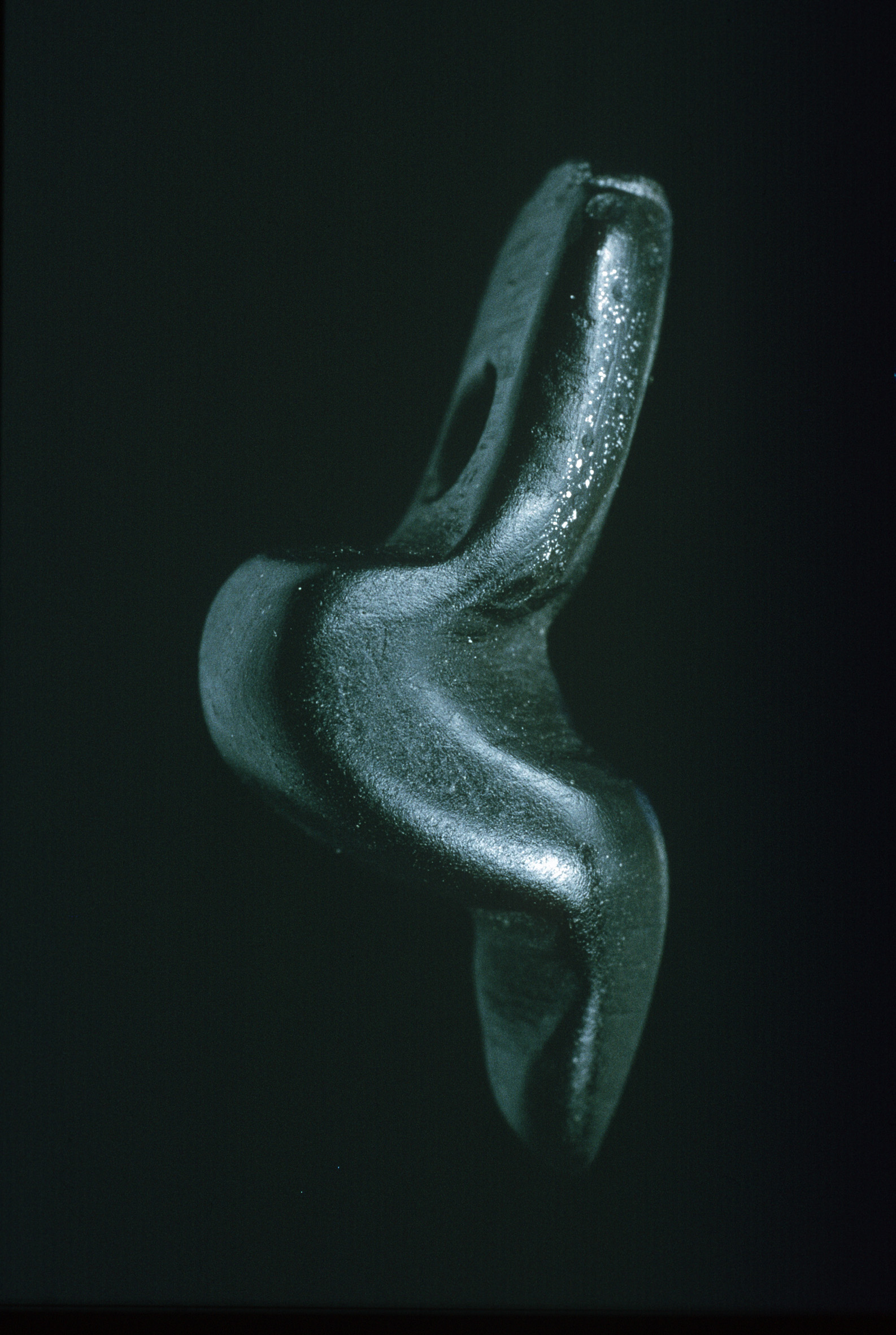
Venus din Monruz

## Clasificare
Au fost făcute o serie de încercări de subdiviziune sau clasificare a figurinelor. Una dintre cele mai puțin controversate clasificări este cea a lui Henri Delporte, bazată pur și simplu pe proveniența geografică. El distinge:
- figurine Venus din grupul Pirinei - Aquitania (Venus din Lespugue, Laussel și Brassempouy)
- figurine Venus din grupul italian (Venus din Savignano și de Balzi Rossi)
- figurile Venus din grupul Rin - Dunăre (Venus din Willendorf și Dolní Věstonice)
- figurine Venus din grupul rus (Kostienki și Zaraysk[20][21] în Rusia și Gagarino în Ucraina)
- figurine Venus din grupul siberian (Mal'ta Venus, Bouret' Venus).

Potrivit lui André Leroi-Gourhan, există legături culturale între toate aceste grupuri. El afirmă că anumite detalii anatomice sugerează o origine orientală, urmată de o difuzie spre vest. Alți autori au criticat această ipoteză. Asemănările se datorează mai puțin unei culturi comune, improbabile într-o asemenea măsură spațio-temporală, asemănările au motive morfologice, corpul feminin suferind modificări identice sub influența vârstei.

## Interpretare
Interpretările figurinelor Venus paleolitice sunt numeroase și uneori fanteziste. Ca multe artefacte preistorice, sensul cultural al acestor figuri nu poate fi niciodată cunoscut. Arheologii speculează însă că pot fi embleme ale securității și succesului, icoane ale fertilității sau reprezentări directe ale unei zeițe-mamă.
Ele au fost denumite „Venus“, prin analogie cu zeița frumuseții din mitologia romană și pentru că la începutul secolului XX preistoricii au crezut că ele corespundeau unui ideal al frumuseții preistorice. Utilizarea termenului „Venus” în acest context a fost subiectul multor critici.
Figurinele feminine nu au fost de nici un folos practic în activitățile de subzistență. Au fost descoperite cel mai adesea în cadrul habitatului, atât în aer liber, cât și în peșteră, mai degrabă decât la înmormântări. La Gagarino, Rusia, au fost descoperite șapte figurine Venus în interiorul unei colibe ovale cu o lățime de peste cinci metri: au fost interpretate ca amulete apotropaice corespunzătoare ocupanților locului. În Mal’ta, lângă Lacul Baikal, figurinele erau prezente doar în partea stângă a colibei. Probabil figurinele nu au fost amulete ascunse sau secrete, ci mai degrabă expuse vederii tuturor (ceea ce ar explica răspândirea lor geografică largă). Unele statuete poartă o perforație, permițându-le să fie purtate ca un pandantiv sau chiar un inel agățat (Venus din Hohle Fels) cu urme de uzură, dovedind că acestea au fost purtate. Unele statuete sunt foarte schematice, iar sexul greu de specificat. 

## Vezi și
- Venus (dezambiguizare)